# Powiat poznański wschodni
Powiat poznański wschodni (niem. Landkreis Posen-Ost) – dawny powiat z siedzibą w Poznaniu, istniejący w latach 1887–1924.
Powiat był początkowo jedną z jednostek podziału administracyjnego Prowincji Poznańskiej w Królestwie Prus.
W czasie powstania wielkopolskiego cały powiat został opanowany przez powstańców – na mocy rozejmu w Trewirze (16 lutego 1919) znalazł się po polskiej stronie linii demarkacyjnej. Na mocy postanowień traktatu wersalskiego został włączony do II Rzeczypospolitej. Od 12 sierpnia 1919 r. należał do województwa poznańskiego.
1 lutego 1922 rozwiązano gminę jednostkową Mechowo.
1 stycznia 1925 roku został połączony z powiatem poznańskim zachodnim w powiat poznański, oprócz gmin jednostkowych Główna, Komandoria,  Rataje, Starołęka i Winiary oraz obszaru dworskiego Naramowice, które włączono do Poznania. Tego samego dnia do nowo utworzonego powiatu poznańskiego przyłączono gminy jednostkowe Puszczykowo, Puszczykowo Stare i Puszczykówko z powiatu śremskiego.
W 1922 r. powiat składał się z 2 miast, 98 gmin wiejskich i 41 obszarów dworskich.

## Gminy miejskie
- Pobiedziska
- Swarzędz

## Gminy wiejskie w 1922 r.[5]
- Babki
- Barcinek
- Bednary
- Biskupice
- Bociniec
- Bogucin
- Bolechowo
- Bolechówko
- Borówko
- Bugaj
- Chartowo
- Chludowo
- Czapury
- Czerwonak
- Czerwonczyn
- Daszewice
- Dębogóra
- Garaszewo
- Garby
- Glębocko
- Glinienko
- Glinno
- Główna
- Główna p. Pobiedziskami
- Główieniec
- Głuszyna
- Gołunin
- Gortatowo
- Gorzkiepole
- Góra
- Gruszczyn
- Jankowo
- Janikowo
- Jasin
- Jerzykowo
- Jerzyn
- Kicin
- Kliny
- Kobylnica
- Kobylepole
- Kocanowo
- Kołata
- Komandoria
- Koziegłowy
- Krzesiny
- Krzesinki
- Latalice
- Łagiewniki p. Złotnikami
- Łagiewniki p. Pobiedziskami
- Łowęcin
- Marlewo
- Mechowo (do 01.02.1922[2])
- Miękowo
- Minikowo
- Morasko
- Naramowice
- Nowawieś Dolna
- Nowagórka
- Nowawieś p. Swarzędzem
- Paczkowo
- Piątkowo
- Podarzewice
- Podarzewo
- Podgłębokie
- Pomarzanki
- Potasze
- Promienko
- Promnice
- Promno
- Pruszewiec
- Rabowice
- Radojewo
- Rataje
- Sarbinowo
- Skorzęcin
- Sokolniki Gwiazdowskie
- Spławie
- Staragórka
- Starołęka
- Starołęka Wielka
- Stęszewice
- Stęszewko
- Strzeszynek
- Suchylas
- Sypniewo
- Swarzędz-Wieś
- Umółtowo
- Uzarzewo
- Wagowo
- Węglewko
- Węglewo
- Winiary
- Wiórek
- Wójtostwo
- Wronczynek
- Zalasewo
- Zbierkowo
- Zegrze
- Zieliniec

## Obszary dworskie w 1922 r.
- Babki
- Bednary
- Biedrusko
- Bolechowo
- Czachórki
- Głębokie
- Głuszyna
- Golęcin
- Gołuń
- Gwiazdowo
- Kobylepole
- Kociałkowa Górka
- Kołatka
- Kowalskie
- Kruszewnia
- Krześlice
- Łagiewniki p. Złotnikami
- Naramowice
- Nowawieś Górna
- Nowydwór
- Owińska
- Owińska-Zakład Psychiatryczny
- Piotrowo
- Polskawieś
- Pomarzanowice
- Puszczykowo-Zaborze
- Radojewo
- Rybitwy
- Sołacz
- Spławie
- Starołęka
- Strzeszyn
- Swarzędz-Dom
- Swarzędz-Leśnictwo
- Uzarzewo
- Węglewo
- Wierzenica
- Wierzonka
- Wronczyn p. Pobiedziskami
- Złotniczki
- Zielonka (Jezierce)